# ユーロスポーツ
ユーロスポーツ（英: Eurosport）は、アメリカ合衆国のメディア関連企業、ワーナー・ブラザース・ディスカバリーの傘下にあるスポーツ専門放送局。衛星放送やケーブルテレビなどでヨーロッパを中心に世界59か国、20か国語で放送されており、アジア地域でも韓国やトルコなどで一部のコンテンツが供給されている。

## 概要
1989年に、欧州放送連合（EBU）と英スカイ・テレビジョンの合弁事業として、ヨーロッパ初のスポーツ専門チャンネルとして開局。その後、1991年スカイはイギリス衛星放送（BSB）との合併（合併後会社名をＢスカイBに変更、2014年にスカイに変更）で、競合のSky Sportsに集中する関係上、ユーロスポーツを抜け、替わりにフランスのTF1が親会社となった。2012年にディスカバリー社が株式の20％を取得したのを皮切りに、2014年には51％の株式を取得した後、2015年に残り49％の株式をTF1がディスカバリー社側に売却する事で合意した。2015年6月、国際オリンピック委員会は2018年冬季オリンピックから2024年夏季オリンピックまでのオリンピック大会の欧州における独占放映権を親会社のディスカバリー社及びユーロスポーツに売却したと発表した。

## 主なスポーツ中継番組
- UEFAチャンピオンズリーグ
- ダカールラリー
- ラリー・モンテカルロ
- オリンピック
- UCIワールドツアー
- オーストラリアン・フットボール・リーグ
- 世界ツーリングカー選手権
- FIA ヨーロッパラリー選手権
- グローバルチャンピオンズツアー（障害飛越）
- 全仏オープンテニス
- 全豪オープンテニス
- 全米オープンテニス
- ツール・ド・フランス
- ジロ・デ・イタリア
- ブエルタ・ア・エスパーニャ
- FISウィンタースポーツ

## 各チャンネルの種類
- Eurosport 1（英語版）
- Eurosport 2（英語版）
- Eurosport News（英語版）